# Phillip Omondi
Phillip Omondi (Tororo, Uganda, 1 de enero de 1957-21 de abril de 1999) fue un futbolista de Uganda que jugó en la posición de delantero.

## Carrera

### Club
| Periodo   | Club       |
| --------- | ---------- |
| 1973–1979 | KCC FC     |
| 1979–1983 | Sharjah FC |
| 1983–1987 | KCC FC     |

### Selección nacional
Jugó para Uganda en 20 ocasiones de 1973 a 1987 y anotó 10 goles; ganó la Copa CECAFA en 1973 y participó en tres ediciones de la Copa Africana de Naciones.

## Logros

### Club
- Superliga de Uganda (4): 1976, 1977, 1983, 1985
- Copa de Uganda (2): 1984, 1987
- Copa Presidente de Emiratos Árabes Unidos (3): 1979/80, 1981/82, 1982/83
- Copa de Clubes de la CECAFA (1): 1977

### Selección nacional
- Copa CECAFA (2): 1973

### Individual
- Goleador de la Copa Africana de Naciones 1978.[3]
- Equipo Ideal de la Copa Africana de Naciones 1978.